# Nuoto ai Giochi della V Olimpiade - Staffetta 4x100 metri stile libero femminile
La Staffetta 4x100 metri stile libero femminile dei Giochi di Stoccolma 1912 si disputò in un turno unico il 15 luglio, ultimo giorno di gare. Le squadre partecipanti furono quattro, per un totale di 16 atlete.
La gara, prima staffetta olimpica femminile della storia, fu vinta dalla squadra britannica, composta dal bronzo della gara individuale Jennie Fletcher e da Isabella Moore, Annie Speirs e Irene Steer. L'argento andò alla Germania e il bronzo all'Austria.

## Risultati
| Pos.    | Nazione       | Atlete                                                    | Tempo   | Note            |
| ------- | ------------- | --------------------------------------------------------- | ------- | --------------- |
| Oro     | Gran Bretagna | Isabella Moore Jennie Fletcher Annie Speirs Irene Steer   | 5'52"8  | Record mondiale |
| Argento | Germania      | Wally Dressel Louise Otto Hermine Stindt Grete Rosenberg  | 6'04"06 |                 |
| Bronzo  | Austria       | Grete Adler Klara Milch Fini Sticker Berta Zahourek       | 6'17"0  |                 |
| 4       | Svezia        | Greta Carlsson Greta Johansson Sonja Johnsson Vera Thulin | ?       |                 |